# Реггі де Йонг
Реггі де Йонг  (нід. Reggie de Jong, нар. 7 січня 1964) — нідерландська плавчиня, олімпійська медалістка.

## Виступи на Олімпіадах
| Олімпіада   | Дисципліна                            | Місце     |
| ----------- | ------------------------------------- | --------- |
| Москва 1980 | плавання на 200 метрів вільним стилем | 5         |
| Москва 1980 | плавання на 400 метрів вільним стилем | 7         |
| Москва 1980 | плавання на 800 метрів вільним стилем | 6 h2 r1/2 |
| Москва 1980 | естафета 4 × 100 вільним стилем       | 3         |